# 笠道引
笠 道引（かさ の ちびき）は、奈良時代の貴族。姓は朝臣。官位は従五位上・右京亮。

## 経歴
天平宝字8年（764年）10月の藤原仲麻呂の乱終結後に行われた叙位にて従五位下に叙爵し、11月には乱で失脚したとみられる巨勢広足の後任の但馬介に補せられる。
その後、光仁朝の宝亀2年（771年）7月に陸奥介に任ぜられ、9月に従五位上に叙せられた。宝亀5年（774年）右京亮・上毛野稲人と官職を入れ替えられ京官に遷る。この時、同時に百済王理伯が右京大夫に任官している。

## 官歴
『続日本紀』による。
- 時期不明：正六位上
- 天平宝字8年（764年）10月7日：従五位下。11月19日：但馬介
- 宝亀2年（771年） 7月23日：陸奥介。9月1日：従五位上
- 宝亀5年（774年）3月5日：右京亮